# Kutakanakeri, Badami
Kutakanakeri là một làng thuộc tehsil Badami, huyện Bagalkot, bang Karnataka, Ấn Độ.